# Département Capital (Mendoza)
Pour les articles homonymes, voir Département Capital.
Le département Capital est une des 18 subdivisions de la province de Mendoza, en Argentine. Son chef-lieu est Mendoza, qui est l'unique ville du département.
Le département a une superficie de 54 km2. Sa population s'élevait à 110 993 habitants en 2001.

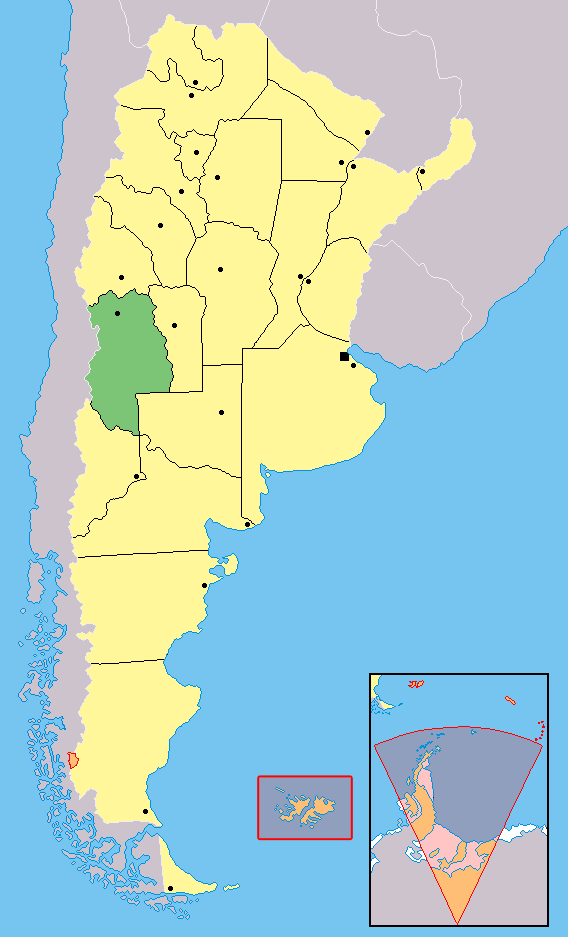
Localisation de la province de Mendoza en Argentine.